# Ulrich Salchow
Karl Emil Julius Ulrich Salchow (7. srpna 1877 Kodaň, Dánsko – 19. dubna 1949 Stockholm) byl švédský krasobruslař, sportovní funkcionář a první olympijský vítěz v krasobruslení na Letních olympijských hrách v roce 1908 v Londýně. Je po něm pojmenován jeden ze základních krasobruslařských skoků – Salchowův skok. Jednalo se o fenoména a jednoho z prvních králů této sportovní disciplíny, který jí dominoval v prvních dvou desetiletích 20. století. Stal se celkem desetinásobným mistrem světa.
Po ukončení své sportovní kariéry působil jakožto funkcionář a předseda Mezinárodní bruslařské unie v letech 1925 až 1937.

## Zajímavost
Je považován za vynálezce zoubků na krasobruslařských bruslích.

## Mistr světa
- 1901 až 1905 (6. až 10. mistrovství světa)
- 1907 až 1911

## Mistr Evropy
- 1898–1900
- 1904
- 1906–1907
- 1909–1910
- 1913